# Procambarus truculentus
Procambarus truculentus är en kräftdjursart som beskrevs av Hobbs 1954. Procambarus truculentus ingår i släktet Procambarus och familjen Cambaridae. IUCN kategoriserar arten globalt som livskraftig. Inga underarter finns listade i Catalogue of Life.